# Kaiho Sangyo
Kaiho Sangyo Corporation (en japonés: 会宝産業株式会社) es una empresa multinacional de reciclaje de vehículos con sede en Kanazawa, Prefectura de Ishikawa, Japón.

## Información general
Kaiho sangyo fue el mayor exportador en Japón de partes usadas de automóvil en 2010. La empresa fue fundada por Norihiko Kondo en 1969 como Kondo Automobile Company Inc.. En febrero de 1992, anunció un cambio de nombre, pasándose a llamar Kaiho Sangyo Corporation. Desde abril de 2015, la empresa es presidida por Takayuki Kondo, hijo de Norihiko Kondo.

## Historia
En 1969, Norihiko Kondo, fundó Kondo Automobile Company Inc. en la ciudad de Kanazawa, Prefectura de Ishikawa. Originalmente, la empresa se dedicaba al desmantelamiento de automóviles y a la venta de acero, aluminio y cobre obtenidos del reciclaje de estos. En 1991, debido a la venta de 20 toneladas de motores usados y piezas de suspensión a un cliente de Kuwait, la empresa experimentó un giro en su negocio. En 1992, Kondo renombró su compañía, pasándose a llamar Kaiho Sangyo, y cambió su negocio principal, pasando de una simple empresa de desguace a convertirse en un exportador de partes de automóviles usadas en el extranjero.
La capacidad operativa de Kaiho en 2011 fue de 1.200 vehículos al mes, y actualmente exporta más de 20.000 motores al año a 74 países, teniendo alianzas estratégicas (Joint Venture) en Tailandia, Kenia, Nigeria, Ghana y Singapur. Con este nuevo modelo de negocio, los ingresos crecieron rápidamente de 715 millones de yenes en 2003 a 2,1 billones de yenes en el año 2008. Kaiho también decidió invertir en sistemas de gestión ambiental y en sistemas de gestión de la calidad del producto a principios del 2000. El Ministerio de Economía, Comercio e Industria de Japón otorgó el premio a la “Gestión de servicios de tecnologías de la información” (gestión TI) a Kaiho en 2008.
Kaiho sangyo fundó la Re-Use Motorization Alliance (RUM Alliance) en abril del 2003 y el International Recycling Education Center (IREC) en abril del 2007. La empresa desarrolló un estándar para la calificación de la calidad de los motores usados antes de su exportación, llamado Japan Reuse Standard (JRS). El JRS analiza 6 especificaciones técnicas del motor en una escala de 5 niveles, incluyendo la compresión, el sobrecalentamiento y el kilometraje de éste. En febrero de 2013, Kaiho Sangyo presentó su estándar JRS al British Standards Institution (BSI), quién lo publicó como "Especificación Públicamente Disponible" PAS777 en octubre del mismo año.

La empresa está actualmente articulando una planta de reciclaje de vehículos en Minas Gerais (Brasil), en colaboración con el Centro Federal de Educación Tecnológica de Minas Gerais (Cefet-MG).

## Cronología
- Mayo 1969: Fundación de Kondo Automobile Company Inc.
- Febrero 1992: Cambio de nombre de la empresa a Kaiho Sangyo Corporation
- Febrero 2002: Obtención del certificado ISO14001
- Febrero 2003: Creación de la RUM Alliance[11]
- Marzo 2005: Obtención del certificado ISO9001
- Enero 2006: Premio a las mejores empresas locales de la Prefectura de Ishikawa[12]
- Septiembre 2006: Premio a una de las 100 mejores empresas con gestión TI en Japón[13]
- Diciembre 2007: El capital de la empresa crece de 24,000,000 yens a 57,000,000 yens
- Febrero 2008: Premio a la “Gestión de servicios de tecnologías de la información” por el Ministerio de Economía, Comercio e Industria de Japón[14]
- Julio 2008: Establecimiento de KAIHO THAILAND (Joint Venture en Tailandia)[15]
- Marzo 2009: Premio a una de las 300 empresas con mejor servicio en Japón[16]
- Junio 2009: Establecimiento de MAEJI KAIHO (Joint Venture en Kenia)[17]
- Mayo 2010: Establecimiento de KAIHO SINGAPORE (Joint Venture en Singapur)[18]
- Agosto 2011: Establecimiento de KAIHO SANGYO CO. (NIG) (Joint Venture en Nigeria)[19][20]
- Septiembre 2011: Establecimiento de KAIHO SANGYO CO., GHANA (Joint Venture en la República de Ghana)
- Noviembre 2011: Premio al 3r proveedor de Alibaba en Japón[21]
- Febrero 2012: Primer negocio de desarrollo apoyado por la Agencia de Cooperación Internacional de Japón en Nigeria (JICA)[22]
- Noviembre 2013: Semifinalista como emprendedor del año en Japón en la 13 edición de los premios EY[23]
- Junio 2014: Premio a la Contribución Social en los Premios a las Mejores Empresas 2014, organizados por la Funai Corporation’s Foundation[24]
- Julio 2014: Establecimiento de la sucursal KAIHO MIDDLE EAST (FZE) en los Emiratos Árabes Unidos[25][26]